# 十月区 (犹太自治州)
十月区（俄语：Октябрьский район）是俄罗斯联邦犹太自治州下辖的一个区，其行政中心为阿穆尔泽特。据2016年统计，该区的人口为10066人。